# Janosik (film 1974)
Janosik – polski film przygodowo-komediowy z 1974, w reżyserii Jerzego Passendorfera, będący kinową wersją popularnego serialu luźno nawiązującego do postaci słynnego tatrzańskiego zbójnika Janosika, który żył na przełomie XVII i XVIII w. (w serialu pojawia się kwestia, z której wynika, że główny bohater nie jest legendarnym Janosikiem, a tylko nazywany jest jego imieniem).
Zdjęcia kręcono od maja 1972 do marca 1973 roku w rezerwacie przyrody Przełom Białki pod Krempachami koło Nowej Białej, w Dolinie Chochołowskiej, na zamku w Pieskowej Skale, w Zamku Ogrodzieniec, w zamku Orawskie Podzamcze (Słowacja), w podhalańskim Dębnie, w okolicach Ojcowa, na Podkarpaciu, a także w atelier w Warszawie i Pradze, gdzie czescy dekoratorzy urządzili, często pojawiającą się w serialu, grotę skalną.

## Obsada
- Marek Perepeczko − Janosik
- Ewa Lemańska − Maryna
- Witold Pyrkosz − Jędruś Pyzdra
- Bogusz Bilewski − Waluś Kwiczoł
- Marian Kociniak − Murgrabia
- Mieczysław Czechowicz − Hrabia Horvath
- Anna Dymna − Klarysa, córka hrabiego
- Janusz Bukowski − zbójnik Wróblik
- Jerzy Cnota − zbójnik Gąsior
- Janusz Kłosiński − zbójnik Kuśmider
- Marian Łącz − zbójnik Słowak
- Ludwik Benoit − Gąsienica, przybrany ojciec Janosika
- Czesław Jaroszyński − harnaś Bardos
- Wacław Kowalski − góral Bruzda
- Lech Ordon − pleban
- Wiktor Sadecki − harnaś Jakubek
- August Kowalczyk − generał austriacki
- Andrzej Grzybowski − adiutant generała

## Fabuła
Przygodowo-komediowa opowieść o legendarnym zbójniku tatrzańskim łupiącym możnych i stającym w obronie biednych. Scenariusz filmu powstał na podstawie legend o tatrzańskim zbójniku. W filmie jest dużo humoru i zabawnych scen. Nie brak widowiskowych bójek i walk, oraz szaleńczych jazd na koniu.